# Barbara Bushová
Barbara Pierce Bushová (8. června 1925 New York, USA – 17. dubna 2018 Houston, USA) byla manželka 41. prezidenta Spojených států amerických George H. W. Bushe, která byla první dámou USA v letech 1989 až 1993. Byla rovněž matkou bývalého amerického prezidenta Georga W. Bushe a bývalého floridského guvernéra Jeba Bushe.

## Životopis
Narodila se v New Yorku v rodině Marvina a Pauline Pierceových, kteří patřili do vyšší střední třídy. Vystudovala dívčí soukromou školu Ashley Hall v Charlestonu v Jižní Karolíně. Během studia na Smith College se seznámila s Georgem H. W. Bushem a studium nedokončila.
Dne 6. ledna 1945 se vdala za George H. W. Bushe. Manželé Bushovi vychovali 6 dětí: George W. Bush (* 1946), dcera Robin (* 1949 – zemřela v roce 1953 na leukemii), Jeb Bush (* 1953), Neil (* 1955), Marvin (* 1956) a dcera Doro (* 1959). Na památku úmrtí dcery Robin založili nadaci na podporu výzkumu leukémie Bright Star Foundation. Během svého života bojuje proti analfabetismu (syn Neil neuměl číst), mimo jiné založením nadace Barbara Bush Foundation for Family Literacy. Díky svému vychování byla velmi společenská, což pomáhalo jejímu manželovi v postupu v diplomatické kariéře. Když se její choť stal šéfem CIA, musela mít i jeho žena ochranku, kvůli které trpěla depresemi. Podporuje rodinné vzdělávání.
Nechala napsat knihu vyprávějící o životě viceprezidenta z pohledu jeho psa, kokršpaněla Freda (C. Fred's Story), kniha zaznamenala velký úspěch, a proto vzniklo pokračování s nástupkyní Freda, Millie (Millie's Book). Během funkčního období druhé dámy USA navštívila přes 65 zemí světa. Byla velmi společenská, ráda vystupovala na veřejnosti a předvolebních mítincích. Snažila se vyhýbat kontroverzním tématům. Zapojovala se do boje proti AIDS, dokázala toto téma pro americkou veřejnost odtabuizovat. Byla zaměřena na rodinu a uznávala tradiční hodnoty, proto ji velmi kritizovaly feministky a mladé ženy. Před projevem na Wellesley College se zde proti jejímu vystoupení konaly protesty, neboť studentky zastávaly názor, že žena má být úspěšná díky sobě a nikoli jen kvůli manželovi.
V roce 1993 se po skončení manželova prezidentství vrátili do texaského Houstonu a léto trávili na rodinné usedlosti Walkers Point v Kennebunkportu ve státě Maine.

## Zajímavost
V době, kdy její snoubenec a později manžel bojoval jako pilot v druhé světové válce, pojmenoval po ní svůj letoun (Barbara III) a poté, co byl sestřelen, další (Barbara IV).